# LOCK UP (新日本プロレス)
LOCK UP（ロック・アップ）は、長州力がプロデュースしていたプロレス興行。テーマは「力と力のぶつけ合い」。

## 概要
リキプロの長州力が古巣である新日本プロレスの単発興行として旗揚げ。また、新日本の下請会社としての役目も担っている。

## 主要参戦選手
- 長州力
- 越中詩郎
- 邪道
- 外道
- 石井智宏
- 真壁刀義
- 本間朋晃
- 宇和野貴史
- 矢野通
- 和田城功

## 大会一覧

### 第1回
2006年5月21日、新木場1stRINGで開催。
- メインイベント : 矢野通、×石井智宏（13分45秒、爆YAMAスペシャル→片エビ固め）○金村キンタロー、BADBOY非道

### 第2回
2006年6月25日、新木場1stRINGで開催。
- メインイベント : 長州力、矢野通、○石井智宏（12分25秒、垂直落下式ブレーンバスター→片エビ固め）金村キンタロー、×黒田哲広、GENTARO

### 第3回
2006年7月29日、新木場1stRINGで開催。
- メインイベント : 真壁刀義、×越中詩郎（15分38秒、スピアー→エビ固め）○矢野通、石井智宏

### 第4回
2006年11月18日、新木場1stRINGで開催。
- メインイベント（WEWヘビー級選手権試合） : ○真壁刀義（11分00秒、キングコングニードロップ→片エビ固め）×金村キンタロー

### 第5回
2007年2月4日、後楽園ホールで開催。
- メインイベント（WEWヘビー級選手権試合） : ○真壁刀義（16分14秒、KO）×マンモス佐々木

### 第6回
2007年5月6日、新木場1stRINGで開催。
- メインイベント : 真壁刀義、越中詩郎、矢野通、石井智宏 vs 金村キンタロー、黒田哲広、マンモス佐々木、GENTARO
- 1本目 ○矢野通（6分53秒 鬼殺し＋ラリアット→片エビ固め）×金村キンタロー
- 2本目 ×矢野通（9分52秒 爆YAMAスペシャル→片エビ固め）○金村キンタロー
- 3本目 ○真壁刀義（4分15秒 キングコングニードロップ→片エビ固め）×GENTARO

### 第7回
2007年7月1日、焼肉レストラン大阪屋駐車場特設会場で開催。
- メインイベント（バトルロイヤル） : ○矢野通（11分23秒 鬼殺し→片エビ固め）×金村キンタロー
- バトルロイヤル参加選手 : 越中詩郎、真壁刀義、矢野通、本間朋晃、山本尚史、平澤光秀、裕次郎、内藤哲也、石井智宏、宇和野貴史、和田城功、関本大介、井上勝正、金村キンタロー、マンモス佐々木、GENTARO、小幡優作

### 第8回
2007年7月20日、栃木県総合文化センターサブホールで開催。
- メインイベント : 長州力、飯塚高史、×宇和野貴史（11分35秒 パワーボム→エビ固め）○越中詩郎、矢野通、石井智宏

### 第9回
2007年7月29日、後楽園ホールで開催。
- メインイベント : ○中西学（11分29秒 ヘラクレスカッター→片エビ固め）×関本大介

### 第10回
2007年8月19日、新木場1stRINGで開催。
- メインイベント : 長州力、越中詩郎、○飯塚高史（10分50秒 腕ひしぎ逆十字固め）天山広吉、真壁刀義、×本間朋晃

### 第11回
2007年9月1日、幕張メッセ国際展示場11ホールで開催。
- メインイベント : 蝶野正洋、長州力、越中詩郎 VS 天山広吉、真壁刀義、本間朋晃

### 第12回
2007年10月10日、オーストラリア記念館で開催。
- メインイベント : 真壁刀義、邪道、外道 VS 金村キンタロー、マンモス佐々木、Hi69[1]

### 第13回
2007年10月11日、豊橋市総合体育館第2競技場で開催。
- メインイベント : 長州力、越中詩郎、スーパーストロング・マシン VS 中西学、飯塚高史、山本尚史[2]

### 第14回
2007年11月24日、後楽園ホールで開催。
- メインイベント : 石井智宏 VS 関本大介[3]

### 第15回
2008年1月13日、後楽園ホールで開催。
- メインイベント（金網デスマッチ） : 真壁刀義、石井智宏、邪道、外道 VS 金村キンタロー、シャドウWX、折原昌夫、佐々木貴[4]

### 第16回
2008年2月24日、後楽園ホールで開催。
- メインイベント（WEWヘビー級選手権試合） : 真壁刀義 VS マンモス佐々木[5]

### 第17回
2008年2月29日、松下IMPホールで開催。
- メインイベント : 真壁刀義、矢野通、TARU VS 黒田哲広、マンモス佐々木、佐々木貴[6]